# Campionato francese di rugby a 15 1936-1937
Il Campionato francese di rugby a 15 di prima divisione 1936-1937 fu vinto dal CS Vienne che sconfisse l'AS Montferrand in finale.
Fu il primo ed unico successo per il Vienne.

## Formula
- 40 squadre divise in 8 gruppi di 5 (girone all'italiana solo andata).
- Le prime due di ogni girone agli ottavi di finale
- Dagli ottavi eliminazione diretta con partita secca

## Contesto
La Francia, esclusa dal "Cinque nazioni", intensifica i rapporti con i paesi del continente, organizzando, e vincendo, un torneo internazionale in occasione dell'Expo di Parigi

## Quarti di finale
AS Montferrand – AS Carcassonne : 6-5
USA Perpignan – FC Grenoble : 3-0 dts
CS Vienne – RC Narbonne
Lyon OU – RC Chalon

## Semifinali
CS Vienne - Lyon OU 12-4
AS Montferrand  - USA Perpignan 3-0

## Finale
| Arbitro: | Lucien Barbe |

| |            | |
| mete: Deygas, Vanthier Comte trasf.: Rival 2 | Marcatori  | c.p.: Thiers Drop: Chassagne |
| Benvenuto Sella Louis Samuel Jean Delhom Gabriel Comte Roland Renz Germain Daurès Louis Pallin Elie Théau Antoine Laurent René Vanthier Jacques Rival Georges Pepy Marcel Deygas Emmanuel Barry André Puyo | Formazioni | René Lombarteix Roger Paul Elie Corporon Jean-Baptiste Julien Etienne Dupouy Michel Monnet Lucien Cognet Aimé Rochon Pierre Thiers Jean Chassagne Lucien Plumasson Louis Courtadon Joseph Pagès Marius Bellot Maurice Savy |